# Serge Oldenbourg
 (avril 2012).
Si vous disposez d'ouvrages ou d'articles de référence ou si vous connaissez des sites web de qualité traitant du thème abordé ici, merci de compléter l'article en donnant les références utiles à sa vérifiabilité et en les liant à la section « Notes et références ».
Serge Oldenbourg dit "Serge III" est un artiste français né le 4 février 1927 à Meudon et mort le 5 mai 2000 à Nice. Il est le frère de l'écrivaine Zoé Oldenbourg. Il appartient à la branche niçoise du mouvement artistique Fluxus, appelée Art Total. Il a réalisé beaucoup de performances avec l'aide des artistes du mouvement. Il appartient au mouvement artistique Ecole de Nice.

## Biographie artistique
En 1964, le 28 mai, au Festival de la libre expression, au Centre des étudiants américains, Serge III a joué à la roulette russe en scène pendant le concert fluxus. Il est entré en scène, a introduit une cartouche dans le barillet d'un revolver, a tourné plusieurs fois le barillet, s'est appliqué le canon du revolver sous le menton, et a tiré une fois. Puis il a extrait la balle du barillet et l'a jetée dans le public.
En 1967, lors d'un séjour en Tchécoslovaquie, il donne son passeport français à un soldat qui voulait franchir le Rideau de Fer. Cela lui vaut une condamnation à trois ans de prison en Tchécoslovaquie, avant d'être échangé par la France, après 14 mois d'incarcération, contre un espion tchèque. De son séjour carcéral, Serge III gardera un traumatisme, d'où la série d'œuvres intitulée "Prison".
En 1970, pour attirer l'attention du grand public sur une exposition qui a lieu dans une bibliothèque à Tours, il détourne un bus et ordonne au chauffeur, en le braquant avec une fausse arme, de conduire les passagers à l'exposition. Il est rapidement arrêté, sans opposer de résistance. Le Tribunal de Grande instance de Tours le condamnera à une amende de 500 francs. Il profitera de cette condamnation pour appeler ses amis à contribuer à payer cette somme au titre d'une performance artistique. 
En 1971, il expose à la Galerie Art'O à Flayosc, dirigée par Frédéric Altmann.  
En 1972, il participe pour la première fois à une exposition "Ecole de Nice" à la Galerie Ferrero, étiquette qu'il ne cessera de promouvoir.  
En 1979, il crée sa propre galerie à Nice, Calibre 33, située 33 avenue de la République. Il y organise une exposition collective satirique pour le centenaire de la naissance de Staline.    

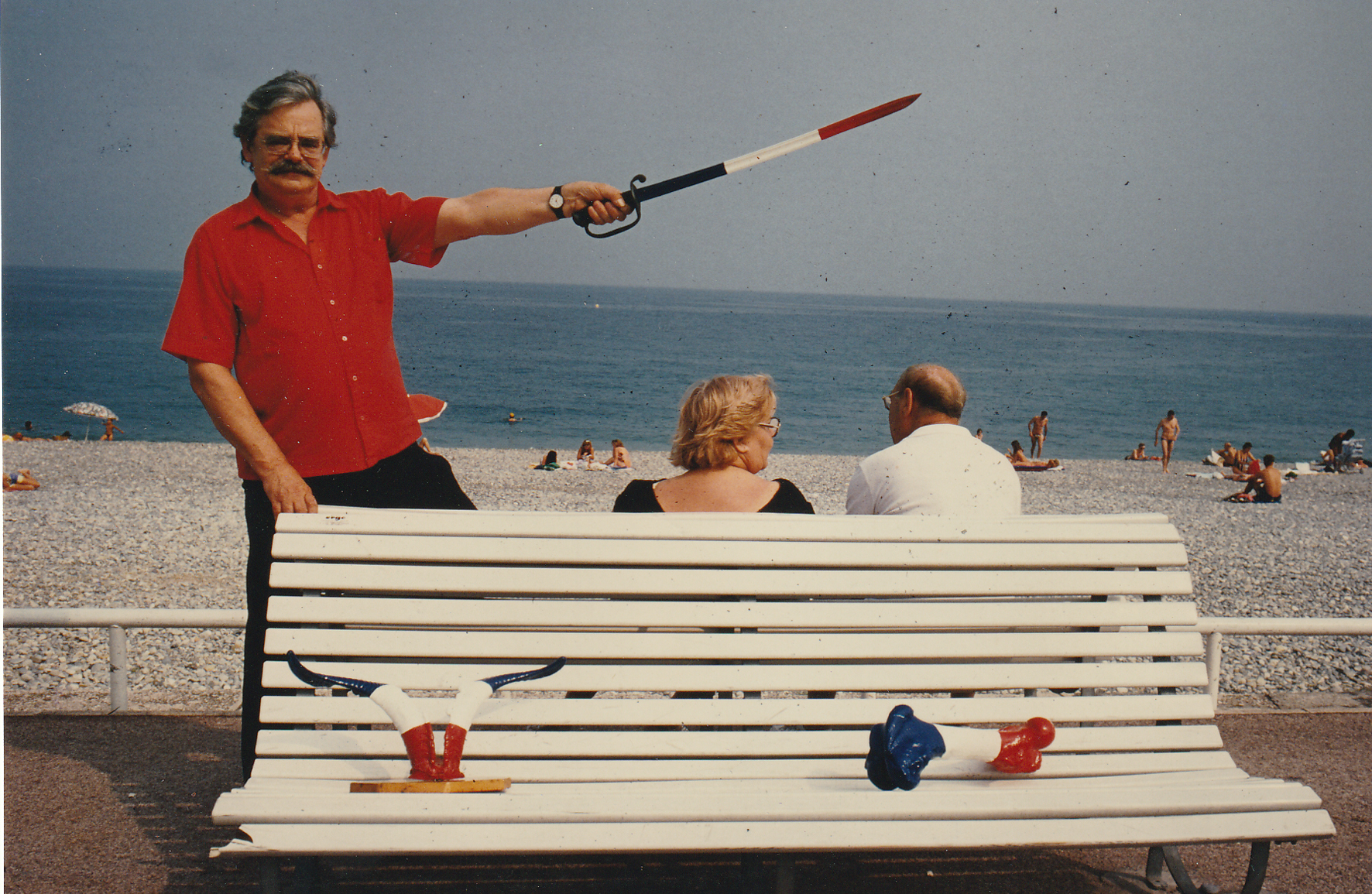
Serge III sur la Promenade des Anglais vers 1990 avec ses œuvres tricolores.jpg

Depuis 2023, la Galerie Ferrero (Nice), détentrice des archives de l'artiste, s'occupe de la rédaction d'un catalogue raisonné et attribue un numéro d'archive à chaque œuvre.    

## Exemples de performances Fluxus
- Pièce pour violon, 1964
- Tir à l'arc sur un violon, 1964
- Peindre Nice en bleu (proposition), 1964
- 4 concerti de 4 tournées de pastis servies sur un piano, 1964
- Roulette russe, 1964
- Jouer à la roulette russe sur scène, 1964
- Pièce pour espace, 1964
- Écraser un sac de bouteilles vides à coups de barres de fer, 1964
- Colère de vaisselle, 1964
- Rituel à coups de marteau sur service à café, 1964
- Colère de vaisselle, 1964
- Boire et offrir le verre du spectateur, 1964
- Peinture de modèle, 1964
- Peindre une jolie fille avec les mains, 1964
- Chasse au Megatherium, 1964/65
- Pièce pour piano n° 1, 1969
- Faire de l'autostop avec un piano, 1969
- Naviguer à la rame sur un piano, 1969Autostop avec piano à Cagnes-sur-Mer 1969

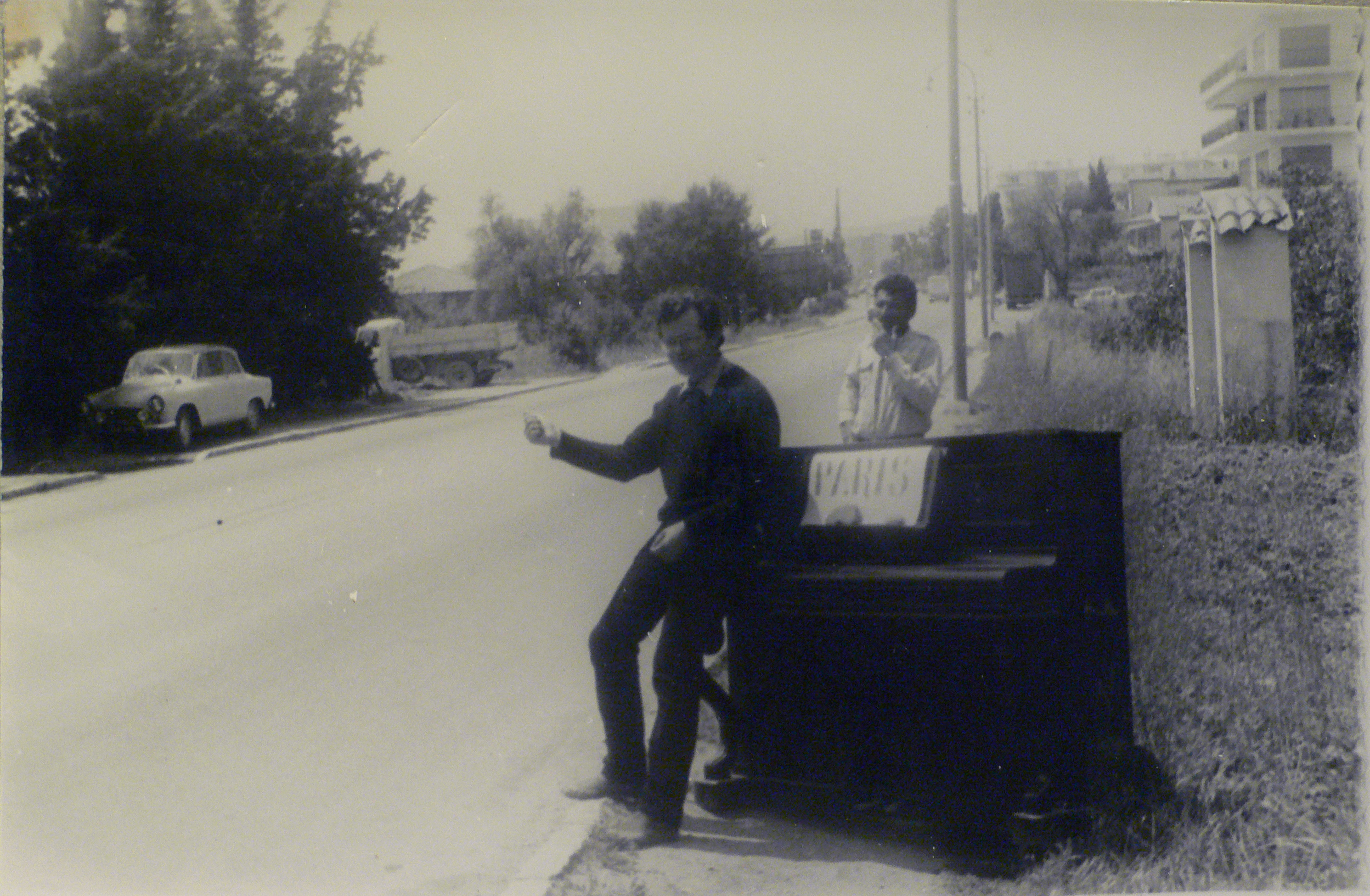
Autostop avec piano à Cagnes-sur-Mer 1969

## Liste des expositions
Expositions personnelles :
- 1969 Le Yati, Nice (Vinyles blancs).
- 1970 Galerie B.D.D.T, Nice.
- 1971 Galerie Art'O, Flayosc.
- 1973 Galerie Jacques Boudin, Nice.
- 1974 Galleria Alvarez, Porto.
- 1975 Galerie Jacques Boudin, Nice.
- 1977 Le Bocal aux Sculptures, Nice.
- 1978 Hétéroclite, Budos. Gironde ; La différence, Nice ; Art Marginal, Nice.
- 1979 Galleria Dois, Porto.
- 1980 Calibre 33, Nice (Attention Art Méchant).
- 1981 Galleria Tempo, Lisbonne ; Galerie Janus, Bordeaux.
- 1988 Ecole de Nice : Serge III, Galerie d'Art Contemporain, Musées de Nice.
- 1988 Galerie Lola Gassin, Nice ; Galerie d'art contemporain des Musées de Nice.
- 1989 Galerie J. Donguy, Paris (œuvres anciennes et récentes).
- 1990 Galerie G, Besançon ClŽ des Champs, Nice (Contenus).
- 1991 Galeria Alvarez, Portugal (Surpresa catastrofica) ; Galerie le Regard sans cran d'arrêt, Dunkerque ; Galerie Le Chanjour, Nice (oeuvres récentes).
- 1992 Galerie Satellite, Paris (Drapeaux) ; Galerie Donguy, Paris, (œuvres récentes).
- 1994 Galerie le Regard sans cran d'arrêt, Dunkerque (Identifications) ; Galerie Satellite, Paris (Vérités pas bonnes à dire).
- 1999 Galerie Caterina Gualco.
- 2000 Centre du Monde, Nice; Galerie du Lundi, Nice.

Expositions collectives :
- 1963 Participe à des happenings Fluxus
- 1964 Concerts Fluxus, Festival de la Libre Expression
- 1965 Festival de la Libre Expression, Paris.
- 1966 Concerts Fluxus Céret et Prague
- 1968 Nouveaux aspects de l'Ecole de Nice, Lyon. Concert Fluxus, Avignon. Exposition chez Guillochet et Guillaumon, Lyon
- 1969 Festival Non Art, Nice. Sigma 5 - Bordeaux.
- 1970 Environ II, Tours.100 Artistes dans la ville, Montpellier.
- 1971 Paravents de Ben, Vence.
- 1972 M.J.C. de Pasteur et de Magnan à Nice, de Vence. Jardin d'explosition, Saint Paul de Vence.
- 1973 Hors Langage, Théâtre de Nice ; Rencontres d'Art, rue du Temple, La Rochelle ; "Ecole de Nice", Studio Ferrero, Nice ; Festival d'Occitanie, Montauban ; Signal, Grasse. Lavage de drapeaux.
- 1974 Marginale 74, Marseille ; L'Art, la Rue, Annemasse ; Art contre Idéologie, Galerie Rencontres, Paris.
- 1975 Art sociologique, Lichtenstein ; Festival du Livre, Nice ; Les Six Jours de la Peinture, Marseille.
- 1976 Les Boites, l'A.R.C. Paris.
- 1977 M.J.C. Beauvais. 
- 1978 Gal'Athée, Pêle-Mêle. Nice ; Nouveaux Langages, Limoges.
- 1979 Université du Mirail, Toulouse ; Fluxus International and Co, E.N.A.C. Lyon ; Fluxus Intemations and Co, G.A.C. Nice ; Célébration du Centenaire de Staline, Calibre 33, Nice.
- 1980 Objectif : Positif, Négatif, Calibre 33, Nice ; llème Bienal de Vila Nova da Cerveira, Portugal ; Situation Provence-Côte d'Azur, Créteil ; Galerie Alinéa, Toulon.
- 1980 Midi et Demie, Festival d'Avignon.
- 1989 Galerie Interface, Nîmes ; CAC Pablo Neruda, Corbeil-Essonnes.
- 1990 Biennale de Venise, (Fluxus 1962-1990; Trois diables, Nice.
- 1994 Chapel Art Center, Heroes, Cologne ; Galerie J. Donguy ; Galerie Satellite, Paris.